# Eje de torsión

## Descripción
El componente de suspensión utilizado en mecánica automotriz, y conocido como eje de torsión o eje deformable es un tipo de suspensión trasera muy empleado entre los vehículos de tracción delantera.
Utiliza un eje de una sola pieza formado por dos brazos longitudinales unidos por medio de un travesaño torsional soldado entre ambos, con las ruedas conectadas directamente a los extremos de los brazos por medio de vástagos o "muñones". La situación del travesaño central define su comportamiento ante las demandas de torsión y flexión de los brazos, marcando las diferencias entre cada tipo de eje torsional.

## Tipos de Eje Torsional

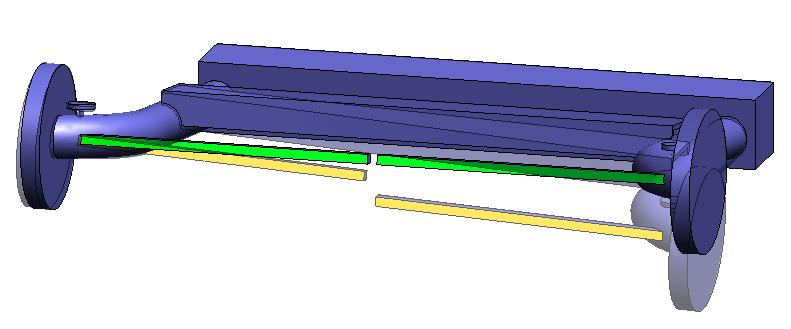
La torsión del travesaño generada por la distinta flexión de los brazos, provoca variaciones en la geometría de las ruedas (ámbar). La carga o izado del vehículo no genera torsión (verde)

Torsion type

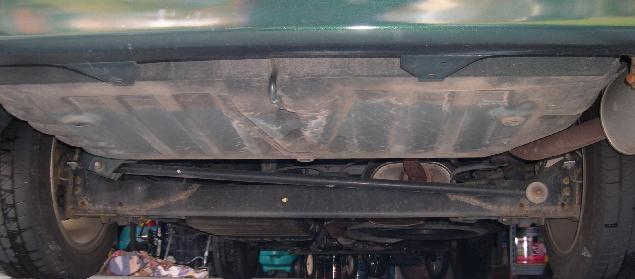
suspensión dependiente mediante eje torsional en "C" -Torsion crank axle- guiado por barra panhard en un Mazda MPV

Es el tipo más antiguo, en esta disposición el travesaño está situado entre las ruedas formando un eje en forma de "C". Empleado en combinación con barras de torsión por la pionera DKW, su diseño pasó a través del DKW F102/Audi F103 al Audi 80 B1 de 1972, ya con muelles como resorte bajo la denominación torsion crank axle.
Debido a su ubicación, el comportamiento del travesaño será similar al de un eje rígido, por lo que se trata de una suspensión dependiente, es decir ante el movimiento de una sola rueda el travesaño está sujeto a una demanda de flexión que se transformará en caída parásita en la otra, mientras que la fuerza lateral ejercida sobre el talón de la rueda exterior se transmitirá a la rueda interior por lo que es necesario un mecanismo de control lateral. 
Sin embargo a diferencia de un eje rígido convencional el travesaño no está articulado sobre los brazos, sino que tiene capacidad torsional y está soldado a ellos, de modo que la inclinación de la carrocería provocará el retorcimiento del travesaño sobre su eje como en una barra antivuelco al desplazarse los brazos en sentido contrario (de ahí el nombre crank "manivela"). 
Como mecanismo de control lateral, VAG empleó una barra Panhard en los 80, 90, Passat B1 y 100 como también hicieron Chrysler en la Plataforma K, Sevel en el Eurovan o Mazda en el MPV , mientras que muchos Nissan (Maxima, Primera p11, Sentra, etc) utilizaron en su lugar un mecanismo de Scott Russell, denominando al sistema de un modo un tanto confuso "MLB"  -multilink beam-
Standard twist beam

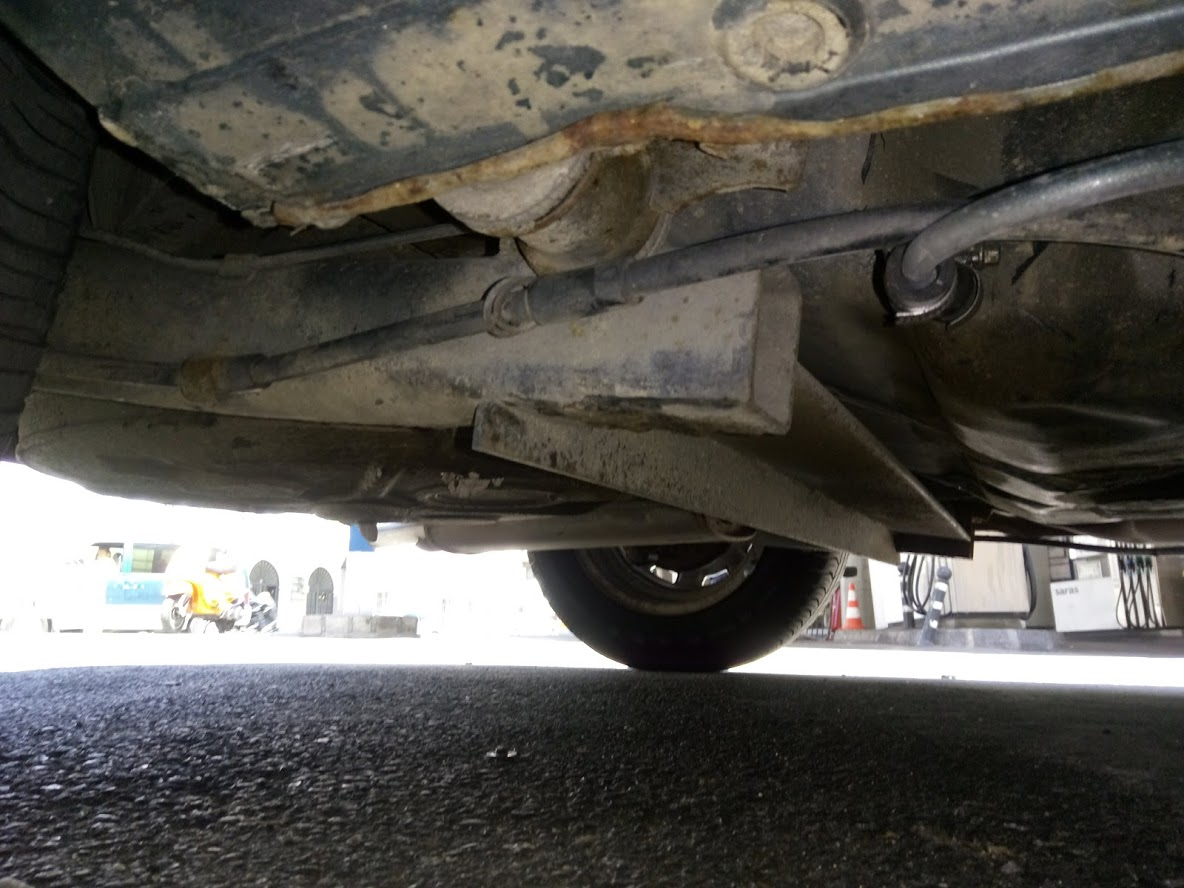
Suspensión semiindependiente mediante la disposición original de eje torsional en "U" en un VW Golf Mk1. En esta primerísima disposición semiindependiente aún se aprecia la similitud con una suspensión por brazos tirados y el perfil en T del travesaño de torsión

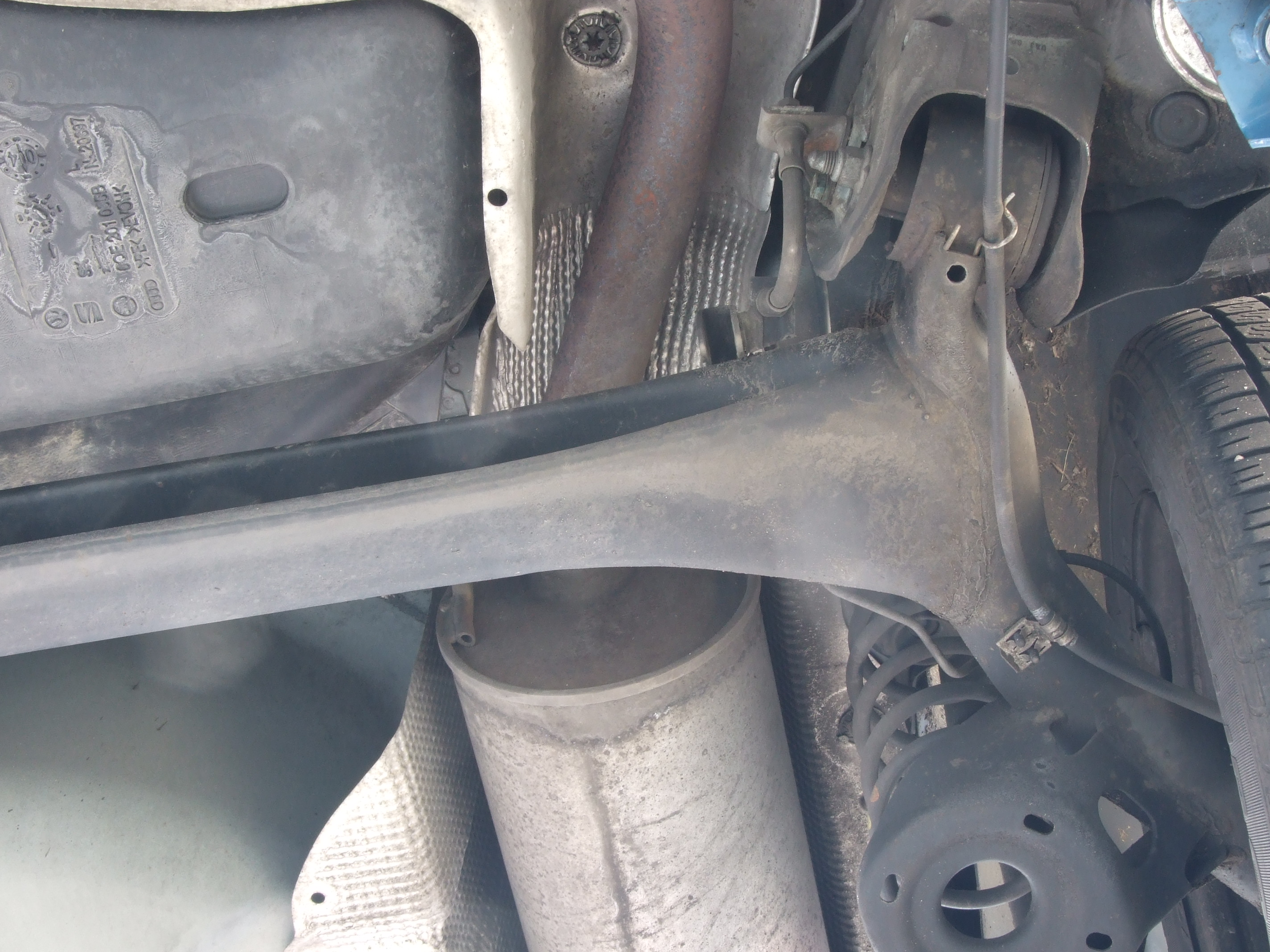
Suspensión semiindependiente mediante eje torsional en "H" -standard twist beam- en un VW Polo MkII

El Volkswagen Golf MKI de 1974, introdujo como alternativa económica el eje torsional en forma de "U" que evolucionaría a partir de la siguiente generación de VW Golf y derivados en el eje en "H", hoy conocido como "standard twist beam". Disposición empleada en sucesivas generaciones de VW Golf y en muchos vehículos de los años 90 y 2000, este diseño sitúa el travesaño tan próximo como sea posible al eje de pivote, dando lugar a una "U" o en la mayoría de los casos a una "H", donde los brazos superiores, oblicuos y muy cortos, sirven para conectar el eje al chasis mediante cojinetes eláticos. Los brazos inferiores actúan como brazos tirados semiindependientes en cuyo extremo se sitúan el resorte -generalmente un muelle helicoidal- y el amortiguador que tiene la función secundaria de sujetar el puente en extensión.
A diferencia de las suspensiones por brazos tirados con barras de torsión como resorte, la viga central se comportará como una barra estabilizadora, torsionándose sólo cuando exista diferencia de flexión entre los brazos y no cuando esta sea simultánea. El comportamiento del eje es similar al de unos brazos tirados longitudinales auxiliados por una gran barra estabilizadora, siendo como en aquellos complicado inducir las caídas adecuadas cuando se inclina la carrocería y sufriendo una acusada tendencia a variar la convergencia ante demandas de fuerza lateral, por lo que también utilizan anclajes correctores -toe correcting bushings-. La rigidez del conjunto y el anclaje directo de los vástagos son suficientes para guiarlos lateralmente, sin necesidad de ningún mecanismo adicional, mientras la torsión del travesaño central proporciona el control antibalanceo y aísla relativamente el movimiento de un brazo respecto al otro, reduciendo la caída parásita por lo que hablamos de una suspensión "semiindependiente".
Coupling type
Por último cuando la viga se sitúa a lo largo del primer tercio de los brazos el sistema se denomina coupling type. Es el sistema utilizado por Ford desde el Ford Fiesta Mk II y permite un recorrido de suspensión adicional, necesario en mercados emergentes o en SUV económicos como el Ford Ecosport. La situación del travesaño mejora la rigidez lateral del eje -menor modificación de la convergencia en la rueda en la que se está produciendo el apoyo- y reduce las modificaciones de geometría en la rueda opuesta, de modo que el brazo puede ser más largo sin necesidad de mecanismos de control lateral. A cambio el confort se ve ligeramente perjudicado por el aumento del ángulo de caída parásito ante el movimiento de una sola rueda (p.e superando un bache).

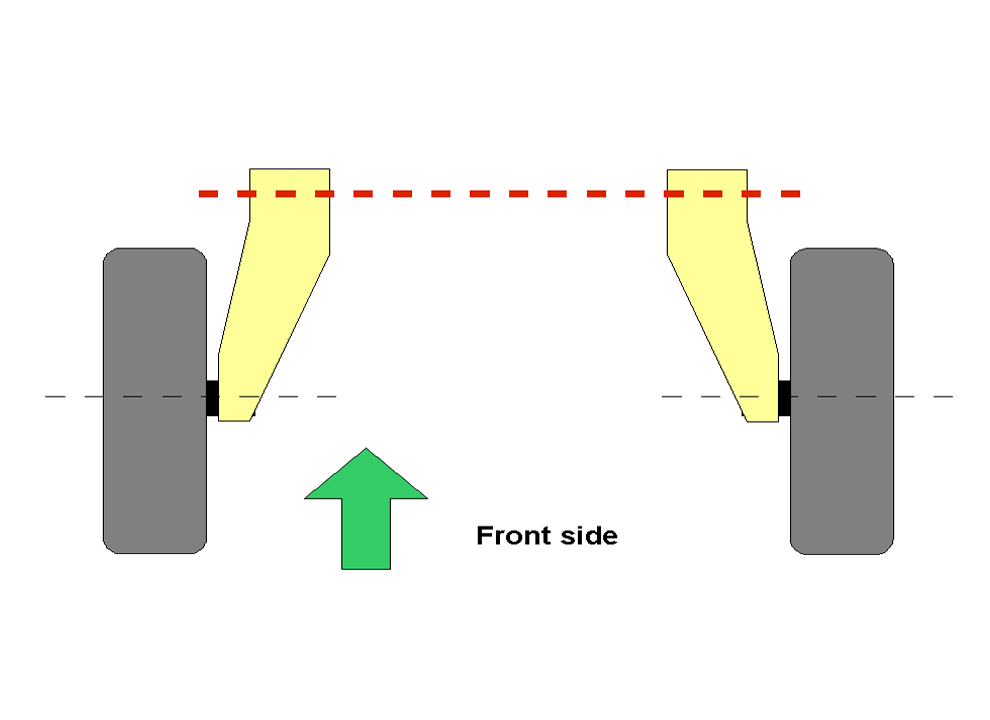
Brazos tirados
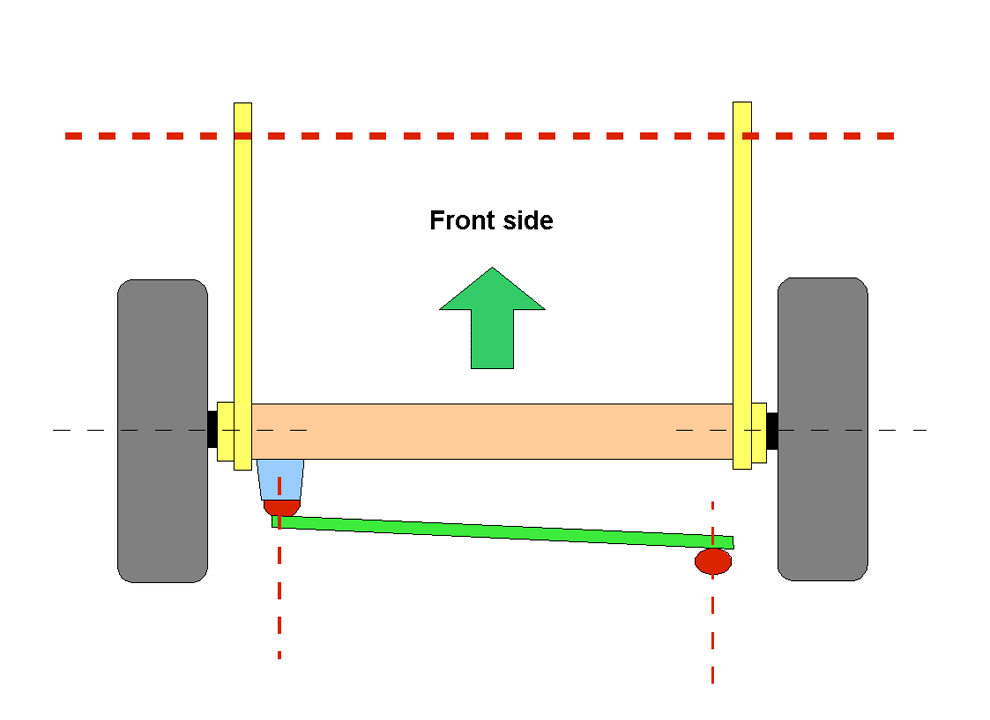
Torsion crank beam con barra Panhard
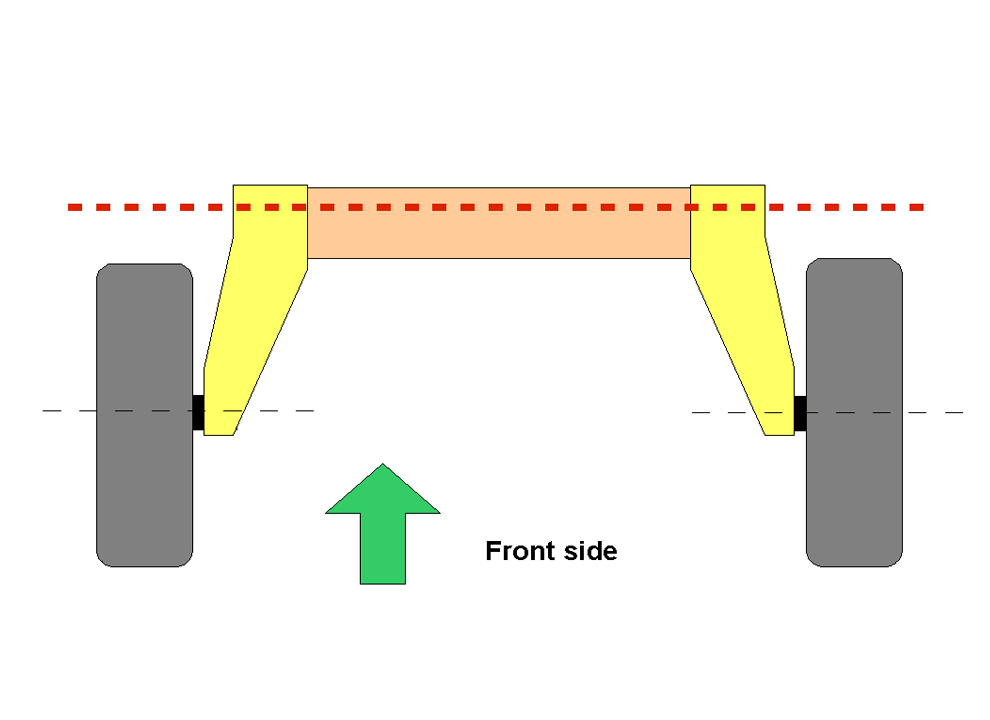
Eje torsional estándar
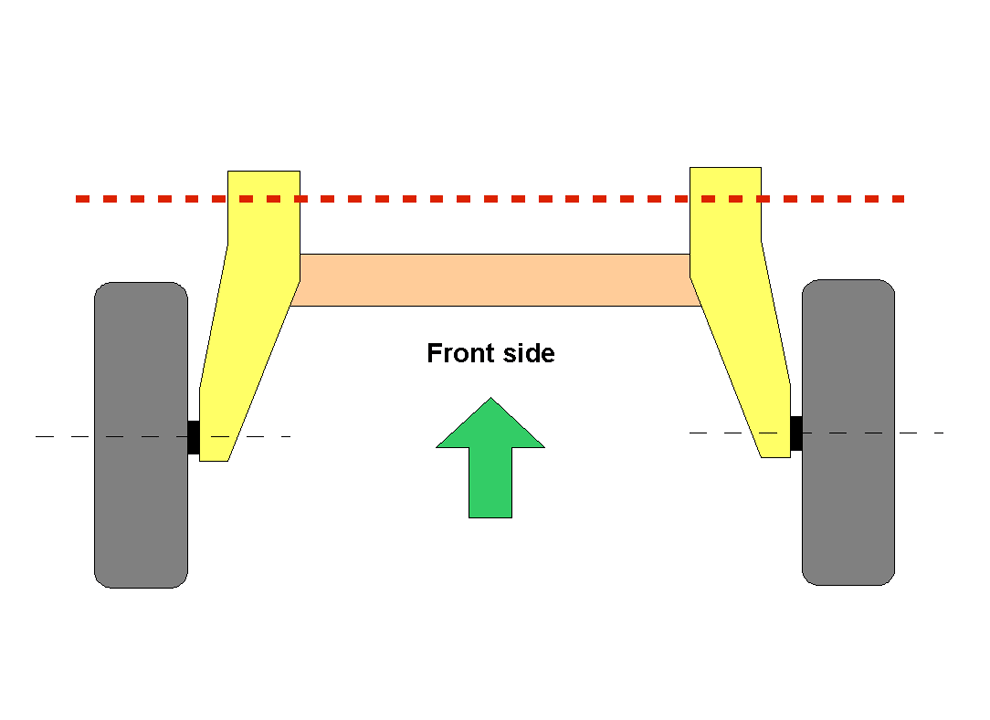
Coupled beam

## Historia
Popularizado en su configuración habitual por el Volkswagen Golf MKI, llegó a convertirse a partir de la década de los años 90 en el tipo de suspensión adoptado por todos los fabricantes alemanes en los segmentos A, B, C, por la mayoría de vehículos del D salvo el Ford Mondeo [cita requerida] e incluso por los VAG del segmento E. En el resto de Europa fue utilizado por la mayor parte de los modelos franceses en sustitución de los brazos tirados, por los Fiat de los segmentos B y C y por British Leyland en los Maestro/Montego tras el abandono de la suspensión hidroelástica y posteriormente en el Rover 25 tras la ruptura con Honda. Sin embargo la adopción del sistema multilink compacto BLC en el primer Ford Focus supuso una revolución que forzó a la mayoría de los fabricantes a desarrollar sus propios sistemas multibrazo en los segmentos superiores. Tras el abandono del sistema "MLB" por Nissan, la suspensión dependiente mediante eje torsional está en desuso, mientras que los sistemas semiindependientes conviven con las suspensiones multilink, copando el mercado salvo en vehículos italianos donde es común el sistema McPherson (Camuffo). En ocasiones ambas opciones están disponibles según la versión de un mismo modelo -como en el grupo VAG o el Toyota Auris europeo-, o se adaptan ejes torsionales para las versiones locales de una plataforma mundial -como en la octava y novena generaciones del Honda Civic, cuyas versiones europeas montaron un tren trasero procedente del Honda Fit-

## Ventajas e inconvenientes
Ventajas
- Reducido coste de producción y casi nulo mantenimiento.
- Conjunto que se puede situar fácilmente bajo el maletero de vehículos compactos. En comparación con una suspensión trasera macPherson convencional permite un maletero más ancho, aunque el uso de muelles impide un suelo perfectamente plano como cuando se usan brazos tirados con barras de torsión o bloques hidroelásticos o hidroneumáticos.
- Garantiza el control tanto longitudinal como transversal del tren sin necesidad de elementos auxiliares.
- Capacidad autoestabilizadora, su funcionamiento es esencialmente el de una barra antivuelco.

Inconvenientes
- Aumento de la masa no suspendida respecto a una suspensión por brazos tirados.
- Cierta pérdida de calidad de rodadura al afectar el movimiento de una rueda a la otra.
- Mayor transmisión de ruidos y vibraciones al habitáculo que en los sistemas que utilizan manguetas.
- Limitada capacidad para gestionar los ángulos de caída y convergencia de las ruedas en apoyos. A diferencia de en una suspensión independiente en la que la geometría de cada rueda depende de su posición respecto al chasis, en un eje torsional la geometría de cada rueda depende de su posición respecto a la otra. Esto se debe a que los cubos de las ruedas no están articulados sino que forman parte integrante del brazo, lo que implica que cuanto menor sea su distancia con el travesaño central, mayores serán las variaciones de geometría al flexionar los brazos en sentido contrario en apoyos. En la práctica esta característica limita mucho la gestión de la geometría de la suspensión, puesto que salvo que se utilicen costosos mecanismos adicionales, los ángulos de caída y convergencia de cada rueda varían continuamente y son difíciles de predecir por lo que tienden a restringirse. Un ejemplo es el eje torsional de Renault que utiliza el denominado "diagrama de deformación programado" para controlar las variaciones de geometría de la rueda ante la deformación del eje.

Un caso especial de eje torsional, diseñado para superar los inconvenientes inherentes al sistema es utilizado por General Motors en las versiones altas del Opel Astra K bajo la denominación Watts Link Axle y en el Chevrolet Cruze como Z-Link. Frente a los costosos sistemas de manguetas articuladas sobre múltiples brazos, GM emplea un sencillo eje torsional sujeto al chasis por dos silent-blocks particularmente flexibles, evitando así la característica transmisión de vibraciones y ruidos propia del sistema.
A cambio, para guiar el tren transversalmente y controlar la geometría de cada rueda se utiliza un económico mecanismo de Watt que trabaja al revés de lo habitual, es decir su articulación está anclada al bastidor y no al puente, siendo dos largas barras transversales de igual longitud las que conectan el mecanismo con los extremos del eje. La clave del sistema es el control de la geometría ejercido por las barras, que están conectadas a distinta altura en cada una de las ruedas, de modo que cuando una empuja una barra, la otra rueda recibe una fuerza de la misma magnitud pero en sentido contrario. El mecanismo de Watt se opone eficazmente a la fuerza lateral, evitando hasta el 80% de la convergencia derivada de la deformación del brazo sin necesidad de aumentar la rigidez torsional del travesaño. Al mismo tiempo el mecanismo mantiene constante la vía trasera, de modo que a la caída positiva de una rueda se opone siempre el mismo grado de caída negativa de la otra, consiguiendo mantener la mayor parte de la superficie de rodadura en contacto con la carretera.